# Gazamanu
Gazamanu is een bestuurslaag in het regentschap Nias van de provincie Noord-Sumatra, Indonesië. Gazamanu telt 984 inwoners (volkstelling 2010).